# Championnats d'Afrique de tennis de table 2023
Navigation
Championnats d'Afrique 2022 Championnats d'Afrique 2024
Les championnats d'Afrique de tennis de table 2023 ont lieu du 11 au 17 septembre 2023 à la salle omnisports de Radès en Tunisie,,

## Médaillés
| Épreuves | Or                                                                                   | Argent                                                                                 | Bronze                                                                                     |
| -------- | ------------------------------------------------------------------------------------ | -------------------------------------------------------------------------------------- | ------------------------------------------------------------------------------------------ |
| Hommes   |                                                                                      |                                                                                        |                                                                                            |
| Simple   | Quadri Aruna                                                                         | Ahmed Saleh (en)                                                                       | Saheed Idowu                                                                               |
| Simple   | Quadri Aruna                                                                         | Ahmed Saleh (en)                                                                       | Olajide Omotayo                                                                            |
| Double   | Fabio Rakotoarimanana Antoine Razafinarivo                                           | Youssef Ben Attia Aboubaker Bourass                                                    | Ahmed Saleh (en) Mohamed El-Beiali                                                         |
| Double   | Fabio Rakotoarimanana Antoine Razafinarivo                                           | Youssef Ben Attia Aboubaker Bourass                                                    | Wassim Essid Sabhi Myshaal                                                                 |
| Équipe   | Égypte Abdel-Aziz Youssef Khalid Assar Omar Assar Mohamed El-Beiali Ahmed Saleh (en) | Nigeria Bode Abiodun Quadri Aruna Taiwo Mati Amadi Omeh Olajide Omotayo                | Algérie Maheidine Bella Mehdi Bouloussa Abdelbasset Chaichi Jellouli Milhane Sami Kherouf  |
| Équipe   | Égypte Abdel-Aziz Youssef Khalid Assar Omar Assar Mohamed El-Beiali Ahmed Saleh (en) | Nigeria Bode Abiodun Quadri Aruna Taiwo Mati Amadi Omeh Olajide Omotayo                | Tunisie Habib Ameur Aboubaker Bourass Wassim Essid Sabhi Myshaal Khalil Sta                |
| Femmes   |                                                                                      |                                                                                        |                                                                                            |
| Simple   | Hana Goda                                                                            | Dina Meshref                                                                           | Yousra Helmy                                                                               |
| Simple   | Hana Goda                                                                            | Dina Meshref                                                                           | Mariam Al-Hodaby                                                                           |
| Double   | Olufunke Oshonaike Fatimo Bello                                                      | Sarah Hanffou Marwa Alhodaby                                                           | Fadwa Garci Abir Haj Salah                                                                 |
| Double   | Olufunke Oshonaike Fatimo Bello                                                      | Sarah Hanffou Marwa Alhodaby                                                           | Oumehani Hosenally Nandeshwaree Jalim                                                      |
| Équipe   | Égypte Mariam Al-Hodaby Marwa Alhodaby Hana Goda Yousra Helmy Dina Meshref           | Nigeria Fatimo Bello Offiong Edem (en) Ajoke Ojomu Esther Oribamise Olufunke Oshonaike | Tunisie Fadwa Garci Abir Haj Salah Islam Ounaeis Molka Riahi Maram Zoghlami                |
| Équipe   | Égypte Mariam Al-Hodaby Marwa Alhodaby Hana Goda Yousra Helmy Dina Meshref           | Nigeria Fatimo Bello Offiong Edem (en) Ajoke Ojomu Esther Oribamise Olufunke Oshonaike | Algérie Amina Kessaci Lynda Loghraibi Malissa Nasri Houda Nourhane Taguercifi Hadjer Tahmi |
| Mixte    |                                                                                      |                                                                                        |                                                                                            |
| Double   | Omar Assar Dina Meshref                                                              | Olajide Omotayo Olufunke Oshonaike                                                     | Mohamed El-Beiali Hana Goda                                                                |
| Double   | Omar Assar Dina Meshref                                                              | Olajide Omotayo Olufunke Oshonaike                                                     | Myshaal Sabhi Abir Haj Salah                                                               |